# Price Cobb

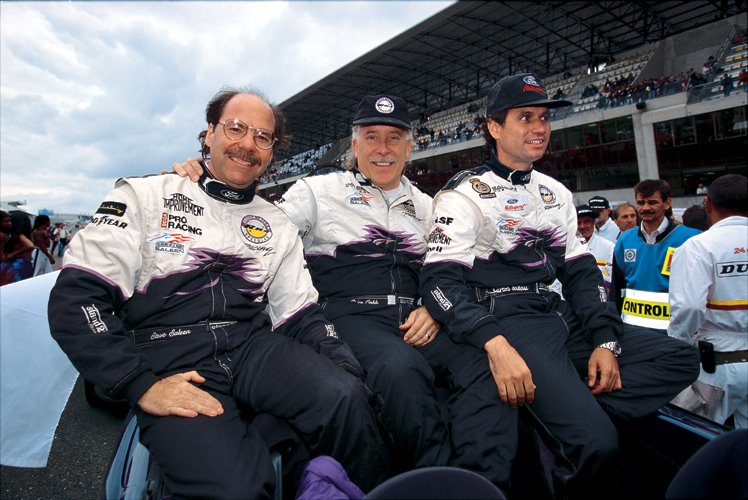
Price Cobb (Mitte) beim 24-Stunden-Rennen von Le Mans 1997

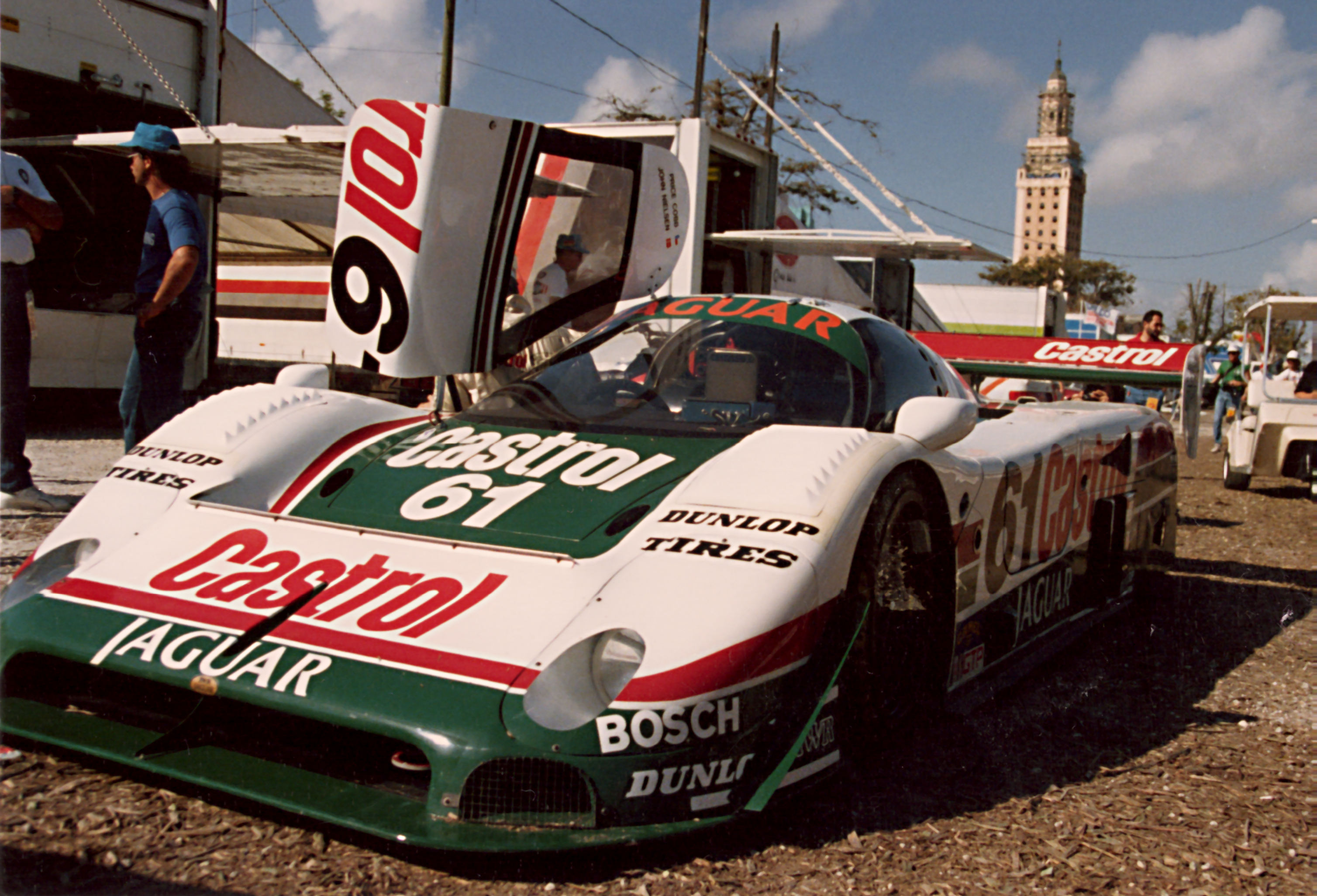
Der Jaguar XJR-9 von John Nielsen und Price Cobb vor dem Start zum 3-Stunden-Rennen von Miami 1989

Price Daniels Cobb (* 10. Dezember 1954 in Dallas) ist ein ehemaliger US-amerikanischer Autorennfahrer.

## Karriere im Motorsport
Price Cobb begann seine Karriere in nordamerikanischen Monoposto-Nachwuchsserien. 1976 wurde er hinter Gilles Villeneuve Zweiter in der IMSA-Formel-Atlantic-Serie, eine Rennserie, die er 1978 hinter Howdy Holmes und Keke Rosberg als Gesamtdritter beendete. Weiters wurde er 1983 Vizemeister in der US-amerikanischen Formel-Super-Vau-Meisterschaft.
Seine größten Erfolge erzielte der US-Amerikaner aber im Sportwagensport. Ab 1984 fuhr er regelmäßig in der IMSA-GTP-Serie. 1985 gewann er mit dem 500-km-Rennen von Columbus sein erstes Sportwagenrennen. Sein Rennpartner im Porsche 962 war Drake Olson. 1986 beendete er die Meisterschaft nach Siegen in Riverside (mit Rob Dyson), Charlotte (mit Olson) und Sears Point (mit Dyson) sowie fünf weiteren Podiumsplatzierungen hinter Al Holbert als Zweiter. Auch 1987 beendete er die Meisterschaft auf dieser Position. 1988 wurde er Meisterschaftsdritter und beendete auch die All Japan Sports Prototype Championship als Dritter.
Sechsmal war er beim 24-Stunden-Rennen von Le Mans am Start und gewann das Rennen 1990 gemeinsam mit Martin Brundle und John Nielsen im Jaguar XJR-12 LM. Als Fahrer war Cobb bis 2007 aktiv und führte daneben ein Indy-Racing-League-Team für das 1998 und 1999 Roberto Guerrero und Jim Guthrie an den Start gingen.

## Statistik

### Le-Mans-Ergebnisse
| Jahr | Team                         | Fahrzeug             | Teamkollege     | Teamkollege     | Platzierung | Ausfallgrund  |
| ---- | ---------------------------- | -------------------- | --------------- | --------------- | ----------- | ------------- |
| 1986 | Liqui Moly Equipe            | Porsche 956B         | Mauro Baldi     | Rob Dyson       | Rang 9      |               |
| 1987 | Richard Lloyd Racing         | Porsche 962C         | James Weaver    | Jonathan Palmer | Ausfall     | Unfall        |
| 1988 | Silk Cut Jaguar              | Jaguar XJR-9LM       | Davy Jones      | Danny Sullivan  | Rang 16     |               |
| 1989 | Silk Cut Jaguar              | Jaguar XJR-9LM       | Andy Wallace    | John Nielsen    | Ausfall     | Zylinderkopf  |
| 1990 | Silk Cut Jaguar              | Jaguar XJR-12 LM     | Martin Brundle  | John Nielsen    | Gesamtsieg  |               |
| 1996 | Canaska Southwind Motorsport | Chrysler Viper GTS-R | Shawn Hendricks | Mark Dismore    | Rang 10     |               |
| 1997 | Saleen-Allen Speedlab        | Saleen Mustang RRR   | Steve Saleen    | Carlos Palau    | Ausfall     | Reifenschaden |

### Sebring-Ergebnisse
| Jahr | Team                          | Fahrzeug                   | Teamkollege    | Teamkollege   | Platzierung | Ausfallgrund     |
| ---- | ----------------------------- | -------------------------- | -------------- | ------------- | ----------- | ---------------- |
| 1987 | Dyson Racing                  | Porsche 962                | Vern Schuppan  |               | Ausfall     | Unfall           |
| 1988 | Dyson Racing                  | Porsche 962                | James Weaver   |               | Rang 3      |                  |
| 1989 | Castrol Jaguar Racing         | Jaguar XJR-9D              | John Nielsen   |               | Rang 2      |                  |
| 1990 | Castrol Jaguar Racing         | Jaguar XJR-12D             | John Nielsen   |               | Ausfall     | Motorschaden     |
| 1991 | Mazda                         | Mazda RX-7                 | John O’Steen   | Brian Redman  | Rang 12     |                  |
| 1994 | Brix Racing                   | Oldsmobile Cutlass Supreme | Scott Pruett   | Tommy Riggins | Ausfall     | Mechanik         |
| 1996 | Canaska Southwind Motorsports | Dodge Viper GTS-R          | Trevor Seibert | Mark Dismore  | Rang 30     |                  |
| 1997 | Saleen Allen Speedlab         | Ford Saleen Mustang        | Phil Andrews   |               | Ausfall     | Kupplungsschaden |

### Einzelergebnisse in der Sportwagen-Weltmeisterschaft
| Saison | Team           | Rennwagen                | 1   | 2   | 3   | 4   | 5   | 6   | 7   | 8   | 9   | 10  | 11  |
| ------ | -------------- | ------------------------ | --- | --- | --- | --- | --- | --- | --- | --- | --- | --- | --- |
| 1986   | Lloyd Racing   | Porsche 956              | MON | SIL | LEM | NÜN | BRH | JER | NÜR | SPA | FUJ |     |     |
| 1986   | Lloyd Racing   | Porsche 956              | 9   |     |     |     |     |     |     |     |     |     |     |
| 1987   | Lloyd Racing   | Porsche 962              | JAR | JER | MON | SIL | LEM | NÜN | BRH | NÜR | SPA | FUJ |     |
| 1987   | Lloyd Racing   | Porsche 962              |     | DNF |     |     |     |     |     |     |     |     |     |
| 1988   | Jaguar Porsche | Jaguar XJR-9 Porsche 962 | JER | JAR | MON | SIL | LEM | BRÜ | BRH | NÜR | SPA | FUJ | SAN |
| 1988   | Jaguar Porsche | Jaguar XJR-9 Porsche 962 |     |     |     |     | 16  |     |     |     |     | 2   |     |